# Damana Division
Damana Division är en division i Sri Lanka.   Den ligger i distriktet Ampara District och provinsen Östprovinsen, i den sydöstra delen av landet, 200 km öster om huvudstaden Colombo. Antalet invånare är 38 489.